# New York Open
Il New York Open è stato un torneo di tennis professionistico maschile, facente parte del ATP Tour 250. Si è giocato dal 2018 al 2020 sui campi indoor in cemento del Nassau Veterans Memorial Coliseum a New York, negli Stati Uniti d'America.
L'edizione del 2021 non si è disputata a causa della pandemia di COVID-19. In seguito il torneo è stato soppresso e il suo posto nel calendario è stato preso dal Dallas Open, la cui prima edizione si è tenuta nel febbraio 2022.

## Albo d'oro

### Singolare
| Anno | Campione                              | Finalista                             | Punteggio                             |
| ---- | ------------------------------------- | ------------------------------------- | ------------------------------------- |
| 2018 | Kevin Anderson                        | Sam Querrey                           | 4–6, 6–3, 7–6(1)                      |
| 2019 | Reilly Opelka                         | Brayden Schnur                        | 6–1, 6(7)–7, 7–6(7)                   |
| 2020 | Kyle Edmund                           | Andreas Seppi                         | 7–5, 6–1                              |
| 2021 | Annullato per pandemia di Coronavirus | Annullato per pandemia di Coronavirus | Annullato per pandemia di Coronavirus |

### Doppio
| Anno | Campioni                              | Finalisti                              | Punteggio                             |
| ---- | ------------------------------------- | -------------------------------------- | ------------------------------------- |
| 2018 | Maks Mirny Philipp Oswald             | Wesley Koolhof Artem Sitak             | 6–4, 4–6, [10–6]                      |
| 2019 | Kevin Krawietz Andreas Mies           | Santiago González Aisam-ul-Haq Qureshi | 6–4, 7–5                              |
| 2020 | Dominic Inglot Aisam-ul-Haq Qureshi   | Steve Johnson Reilly Opelka            | 7–6(5), 7–6(6)                        |
| 2021 | Annullato per pandemia di Coronavirus | Annullato per pandemia di Coronavirus  | Annullato per pandemia di Coronavirus |